# Rinorea greveana
Rinorea greveana Baill. – gatunek roślin z rodziny fiołkowatych (Violaceae). Występuje endemicznie w zachodniej części Madagaskaru. 

## Morfologia
PokrójZimozielone drzewo lub krzew. Dorasta do 3–10 m wysokości.
LiścieBlaszka liściowa ma podługowaty kształt. Mierzy 6–9 cm długości oraz 1,5–2 cm szerokości, jest karbowana na brzegu, ma sercowatą lub tępą nasadę i ostry wierzchołek. Przylistki są równowąskie i osiągają 6–7 mm długości. Ogonek liściowy jest nagi i ma 5–12 mm długości.
KwiatyZebrane w gronach o długości 2–4 cm, wyrastają z kątów pędów. Mają działki kielicha o owalnym kształcie i dorastające do 2 mm długości. Płatki są eliptyczne, mają różową lub czerwoną barwę oraz 2 mm długości.
OwoceTorebki mierzące 12 mm długości, o odwrotnie jajowatym kształcie.

## Biologia i ekologia
Rośnie w lasach. 